# Église Notre-Dame-de-l'Immaculée-Conception d'Overveen
L'église Notre-Dame de l'Immaculée Conception (néerlandais: O.L.Vrouw Onbevlekt Ontvangen) est une église néogothique du milieu du XIXe siècle située dans la ville de Overveen aux Pays-Bas. Elle abrite les sépultures des évêques de Haarlem-Amsterdam. 

## Histoire
L'église est érigée par l'architecte Theodorus Molkenboer sur le modèle néo-gothique néerlandais du milieu du XIXe siècle. Les façades sont recouvertes de briques et d'ornementations en pierre de taille, avec percées ogivales pour les vitraux. L'architecture suit un plan pseudo-basilical gothique, sans niveaux entre la nef centrale et les nefs collatérales du transept.
L'intérieur comporte des piliers et arcades gothiques avec ornements, mascarons et chapiteaux en stuc, des voûtes torsadées à entrelacs gothiques et quatorze vitraux terminés en 1879. La chapelle funéraire est réalisée plus tardivement et terminée en 1864. 
Elle abrite un maître-autel et un retable monumental en marbre blanc veiné réalisés par le sculpteur néerlandais Veneman à Bois-le-Duc (1856), des sculptures en marbre réalisées par le sculpteur Mengelberg, des objets liturgiques en laiton s'inspirant de œuvres de Zutphen (XVIe siècle) et des fonts baptismaux réalisés par l'orfèvre Jan Brom (1887-1888) dans son atelier d'Utrecht pour lequel l'artiste recevra une médaille d'or à l'exposition universelle de Paris en 1900. 
Elle accueille aujourd'hui des concerts de musique classique, comme à l'occasion du cinquantième anniversaire du chœur de l'Amsterdam Cantorij en 2009.

## Chapelle funéraire épiscopale
Contre l'aile nord, une tour crénelée gravée des blasons des prélats Franciscus Van Vree, Gerardus Petrus Wilmer et Gasparus Bottemanne abrite la chapelle funéraire épiscopale du diocèse de Haarlem-Amsterdam. 
Le fronton en pierre de taille porte l'inscription Locus Depositionis Episcoporum Sanctae Ecclesiae Harlem, et comporte une double porte ogivale ouvrant sur un vestibule, suivi d'une crypte diagonale partiellement souterraine avec voûtes gothiques et autel entouré des sépultures épiscopales en marbre noir.